# Топоровская сельская община
Топоровская сельская община (укр. Топорівська сільська громада) — территориальная община в Черновицком районе Черновицкой области Украины.
Административный центр — село Топоровцы.
Население составляет 12809 человек. Площадь — 122,8 км².
В соответствии с распоряжением Кабинета Министров Украины от 12 июня 2020 года, в состав общины вошла территория Бочковецкого, Грозинецкого и Коленковецкого сельских советов упразднённого Хотинского района, а также Топоровского сельского совета упразднённого Новоселицкого района

## Населённые пункты
В состав общины входит 4 села:
- Топоровцы
- Бочковецкий старостинский округ:
  - Бочковцы
- Грозинецкий старостинский округ:
  - Грозинцы
- Коленковецкий старостинский округ:
  - Коленковцы